# 音羽家
音羽家（おとわけ）は、朝香宮鳩彦王の第2王子で臣籍降下した音羽正彦が創設した華族の侯爵家。

## 歴史
朝香宮鳩彦王の第2王子正彦王は、昭和11年4月に請願に依り臣籍降下して音羽の家名を賜り、4月1日に華族の侯爵に列せられた。夫人は大谷尊由次女益子。住居は東京市芝区三田台町にあった。正彦は海軍兵学校を卒業後、海軍将校となったが、昭和19年に南洋方面で戦死し、海軍少佐に進級したが、後嗣がなかったため音羽家は絶家となった。